# El Brazo
Juan Alvarado Nieves (30 de julio de 1961 - 15 de octubre de 2013) Él fue mejor conocido bajo el nombre de El Brazo, que utilizó desde su debut en 1980. Alvarado era parte de la familia de lucha libre Alvarado, que incluye a su padre Shadito Cruz, cinco hermanos que utilizaron el nombre de "Brazo" en algún momento y varios luchadores de tercera generación.
Alvarado falleció el 15 de octubre de 2013, debido a las complicaciones de la diabetes.

## En lucha
- Movimientos finales

- La Bracina (Armbar submission)
- Small Package
- Quebradora con Giro (Spinning backbreaker)

## Campeonatos y logros
- Asistencia Asesoría y Administración
  - Salón de la Fama AAA (2014)

- Consejo Mundial de Lucha Libre

- CMLL World Trios Championship (1 vez) – con Brazo de Oro y Brazo de Plata
- Mexican National Trios Championship (3 veces) – con Brazo de Oro y Brazo de Plata (2), Brazo de Plata & Super Elektra (1)

- Comisión de Box y Lucha Distrito Federal

- Distrito Federal Trios Championship (1 vez) – con Brazo de Oro y Brazo de Plata
- Distrito Federal Tag Team Championship (1 time) – with Brazo de Plata

- Federación Internacional de Lucha Libre

- FILL Trios Championship (1 vez) – con Brazo de Oro y Brazo de Plata

- International Wrestling Revolution Group

- Legado Final (2011) con El Hijo del Brazo

- Universal Wrestling Association

- UWA World Trios Championship (3 veces) – con Brazo de Oro y Brazo de Plata

- World Wrestling Association

- WWA World Trios Championship (1 vez) – con Brazo de Oro y Brazo de Plata